# Cabovilaño
Cabovilaño (también llamada San Román de Cabovilaño) es una parroquia del municipio de Laracha, en la provincia de La Coruña, Galicia, España.

## Entidades de población
Entidades de población que forman parte de la parroquia:
- Braña (A Braña)
- Braña Grande (A Braña Grande)
- Forxa (A Forxa)
- Lagarteira (A Lagarteira)
- Rega (A Rega)
- Arén
- Teijoeira (A Teixoeira)
- Telleira (A Telleira)
- Cancelo de Abajo (O Cancelo de Abaixo).
- Cancelo de Arriba (O Cancelo de Arriba).
- Cancelo del Medio (O Cancelo do Medio).
- Cardois
- Geriz (Xeriz)
- Iglesario (O Grixario)
- Nogán
- Amieiro (O Amieiro)
- Campón (O Campón)
- Feal (O Feal)
- Oldán
- Regado (O Regado)
- Padronelo
- Raxido
- Riotorto
- Sande
- Cacharra (A Cacharra)
- Casanova (A Casanova)
- Castro (O Castro)
- Chamusco (O Chamusco)
- Cuartel (O Cuartel)
- Mouriños (Os Mouriños)
- Ribas (As Ribas)
- Salgueiral (O Salgueiral)
- Torre (A Torre)
- Vilar (O Vilar)
- Ambroa.
- O Quinto

## Demografía
| Gráfica de evolución demográfica de Cabovilaño entre 2000 y 2018 |
|                                                                  |
| Población de derecho según el padrón municipal del INE           |